# Orsonwelles polites
Orsonwelles polites är en spindelart som beskrevs av Gustavo Hormiga 2002. Orsonwelles polites ingår i släktet Orsonwelles och familjen täckvävarspindlar. Inga underarter finns listade i Catalogue of Life.